# Cuentos de Terramar (película)
Cuentos de Terramar (ゲド戦記 Gedo Senki?, lit. Las crónicas de guerra de Ged) es una película de animación japonesa de 2006 producida por Studio Ghibli y dirigida por Gorō Miyazaki. Está basada en la serie de libros Historia de Terramar; más concretamente en el tercer y cuarto tomo de la saga, La costa más lejana y Tehanu, de la escritora estadounidense Ursula K. Le Guin. Es la decimosexta producción de Studio Ghibli después de la producción El castillo ambulante, dirigida por Hayao Miyazaki.
La historia narra el camino de Arren, un joven príncipe al que le atormenta su pasado. Gracias a su encuentro con el archimago Gavilán, podrá enfrentarse a los fantasmas de su pasado y mirar hacia el futuro.
Cuentos de Terramar es la primera película dirigida por Gorō Miyazaki. Posteriormente a la realización del filme, se realizó una adaptación al manga en Japón. La película fue mostrada en el Festival Internacional de Cine de Venecia.

## Sinopsis
Algo extraño y tenebroso se cierne sobre el reino de Terramar. Lo último es la visita de dragones provenientes de tierras lejanas, lo que produce un gran riesgo ya que el mundo de los dragones y el de los humanos no debe tocarse. Al producirse este fenómeno, Gavilán, uno de los archimagos más poderosos del mundo, decide investigar qué sucede. En su viaje conoce a Arren, un joven príncipe víctima de sus fantasmas del pasado al que le atormenta un lado oscuro que, en los momentos más críticos, le confiere poder a la vez que odio y crueldad. Ese poder lo utilizará para proteger a Theru, una joven misteriosa con la que se encuentra en su camino. Sin embargo, del odio y de la crueldad de Arren se querrá aprovechar Cob, rival de Gavilán y uno de los magos oscuros más poderosos del reino.

## Producción
Esta película del Studio Ghibli es la primera adaptación cinematográfica en animación de la saga de Terramar. Anteriormente, muchos otros directores intentaron la adaptación, pero fueron rechazados por la propia escritora. Hayao Miyazaki había querido hacer esta adaptación del ciclo incluso antes de dirigir Nausicaä del Valle del Viento.
En 2003, tras ganar el Óscar por su película El viaje de Chihiro, Miyazaki recibió la aprobación para realizarla, pero en ese momento estaba ocupado con Howl no Ugoku Shiro. Por lo tanto, otro miembro del Studio Ghibli, su hijo Gorō Miyazaki, tomó el trabajo.

## Voces
| Personaje       | Seiyū           | Actores de voz    | Actores de voz         | Actores de voz    |
| --------------- | --------------- | ----------------- | ---------------------- | ----------------- |
| Gavilán         | Bunta Sugawara  | Luis Porcar       | César Arias            | Timothy Dalton    |
| Arren           | Junichi Okada   | Adolfo Moreno     | Eduardo Garza          | Matt Levin        |
| Theru           | Aoi Teshima     | Ana Esther Alborg | Romina Marroquín Payró | Blaire Restaneo   |
| Tenar           | Jun Fubuki      | Pepa Castro       | Clemen Larumbe         | Mariska Hargitay  |
| Cob             | Yūko Tanaka     | Lucía Esteban     | Diana Pérez            | Willem Dafoe      |
| Hare            | Teruyuki Kagawa | Alfonso Laguna    | Gabriel Ortiz          | Cheech Marin      |
| Rey de Enland   | Kaoru Kobayashi | Miguel Zúñiga     | Ismael Castro          | Brian George      |
| Reina de Enland | Yui Natsukawa   | Victoria Angulo   | Love Santini           | Susanne Blakeslee |

## Promoción
El primer tráiler de tres minutos fue estrenado en los cines japoneses el 24 de febrero de 2006. Este y los siguientes fueron obra de Keiichi Itagaki, responsable de muchos otros tráileres del Studio Ghibli. Theo Le Guin, hijo de Ursula K. Le Guin, al ver el tráiler, comentó que "las imágenes eran realmente bellas, al igual que la música, no parece de Hollywood, sino de Ghibli".

## Música
La música de la película estuvo a cargo de Tamiya Terashima, y fue publicada el 12 de julio de 2006. Carlos Núñez colaboró interpretando con su ocarina y su gaita en 11 de las 21 canciones. Aoi Teshima cantó en dos de ellas. Una continuación, Melodías de Gedo Senki, fue lanzada el 17 de enero de 2007, incluyendo temas no aparecidos antes, algunos realizados por Núñez.

## Reacción y aceptación
La película llegó a ser la más taquillera en su semana de estreno, con una recaudación de unos 900 millones de yenes.
Se trata de una cifra notable en Japón, dado que el precio de la entrada era más alto de lo normal, lo cual suele alejar a la gente de los cines. Fue la cuarta por nivel de ingresos en el país en ese año.
En el sitio web oficial de Ursula K. Le Guin, autora de Terramar, se lee que quedó decepcionada. Le Guin elogiaba el aspecto gráfico de la película, pero se quejó del profundo cambio del guion. Su respuesta inicial para Gorō Miyazaki fue esta: 

No es mi libro. Es tu película. Es una buena película.

## Lanzamiento internacional
- En España se estrenó limitadamente en cines en japonés subtitulado en diciembre de 2007. Luego, en marzo de 2008, salió en DVD ya doblado al español.
- Estados Unidos: Hubo un problema de derechos en Estados Unidos, porque el canal SyFy tenía una miniserie llamada Terramar cuyos derechos expiraban en 2009. Walt Disney Pictures y Hollywood Pictures (otra división de Walt Disney) anunciaron la película finalmente para 2010.
- En México salió en DVD el 15 de octubre de 2010, en español, gracias a Corazón Films y Quality Films.